# Elektron-Loch-Paar
Ein Elektron-Loch-Paar besteht aus einem Defektelektron und einem Elektron, das durch Absorption von Energie aus seinem Grundzustand im Kristall in einen angeregten Zustand versetzt wurde. 
Das Elektron-Loch-Paar kann sowohl gebunden (Exziton) als auch ungebunden („freie“ Ladungsträger) sein. Die zur Bildung eines Exzitons nötige Energie ist etwas kleiner als die für ein ungebundenes Elektron-Loch-Paar.